# プランニング・テレビジョン
株式会社プランニングテレビジョン（英: PlanningTelevision、略称：PTV）は、テレビ番組およびテレビCM、WEB、PVの企画・制作を行う企業である。

## 会社概要
代表取締役社長は前田恵三。
〒150-0042 東京都渋谷区円山町10番18号 マイキャッスル渋谷JP-203に事務所を構える。

## 関連会社
- 有限会社ピーティヴィ・ミュージック　事業内容　音楽出版／音源管理
- 株式会社ピーファイブ　主な事業内容　映像制作／音源制作／キャラクター制作／映像レンタル